# TOZ (음악 그룹)
TOZ는 일본의 음악 그룹이다. 2023년 첫 EP [FLARE]로 데뷔했다.

## 방송
- 보이즈 플래닛 (2023)

## 음반
- FLARE (2023)
- Magic Hour (Korean version) (2024)